# 島原中継局
島原中継局（しまばらちゅうけいきょく）は長崎県島原市にあるテレビ放送とラジオ放送の中継局である。

## 概要
- 地上デジタル／地上アナログテレビジョン放送・FMラジオ放送
  - 中継局名
    - NHK島原中継放送所
    - 島原テレビ中継放送所（NCC〈長崎文化放送〉）
    - 島原TV・FM放送中継放送所（NBC〈長崎放送〉・KTN〈テレビ長崎〉・NIB〈長崎国際テレビ〉・FM長崎）

  - 所在地 - 長崎県島原市北上木場町安中温泉岳国有林90林班　眉山（まゆやま）
- AMラジオ放送
  - 中継局名と所在地
    - 島原中継局（NBC長崎放送） - 長崎県島原市上の原3丁目6661　眉山治山祈念公苑総合運動公園
    - NHK島原ラジオ中継所（NHK長崎放送局） - 長崎県島原市新田町　長崎県水産業普及指導センター北

## 沿革
- 1960年（昭和35年）10月20日 - （NHK長崎放送局）島原ラジオ中継局が開局
- 1962年（昭和37年）10月1日 - NBC（長崎放送）島原ラジオ中継局が開局
- 1967年（昭和42年）7月29日 - （NHK長崎放送局）・NBC（長崎放送）テレビが開局。
- 1970年（昭和45年）4月1日 - KTN（テレビ長崎）開局
- 1972年（昭和45年）11月17日 - NHK-FM　島原中継局開局
- 1983年（昭和58年）12月10日 - FM長崎　島原中継局開局
- 1990年（平成2年） 3月22日 - NCC（長崎文化放送）開局
- 1991年（平成3年）
  - 6月2日
    - 雲仙普賢岳の火山活動活発化に伴い、NHK長崎放送局は島原ラジオ中継局を利用した臨時のラジオ放送局「NHK島原放送局」（呼出符号：JOBG、演奏所は島原市・有明学園島原経理学校内）を開設。雲仙普賢岳の状況、気象状況、防災生活情報などを、1回5分、1日数回、通常の第1放送に割り込みで放送した。

  - 6月3日 
    - 雲仙普賢岳火砕流が発生し、北上木場地区を襲ったため、島原中継局への登山道路が通行不可能となる。
    - 地上アナログテレビジョン放送とFMラジオ放送の中継局は運用停止。
    - 火砕流発生時に中継所付近に取り残されたNHKの職員は翌日6月4日にヘリコプターで救出。
    - 記者を乗せたタクシーを含む数台の車両は道路が再開されるまでの数年間は中継所前に取り残された。
- 1991年（平成3年）～2000年（平成12年）までの約9年間
  - 各テレビ局は暫定処置として有明海を挟んだ対岸の熊本市の金峰山や大牟田地域に仮設中継局を設置。（TKU（テレビ熊本）局舎に間借り）
- 1992年（平成4年）6月5日 - NIB（長崎国際テレビ）開局。
- 1996年（平成8年）3月31日 - 「NHK島原放送局」（JOBG）の運用を終了し、翌日から中継局に戻る。
- 2000年（平成12年）3月27日 - 島原中継局への道路の再整備完了に伴い、地上アナログテレビジョンテレビ放送とFMラジオ放送の運用を再開。
- 2008年（平成20年）
  - 8月4日 - 九州総合通信局より島原中継局に地上デジタルテレビジョン放送の予備免許が付与。
  - 9月1日 - 地上デジタルテレビジョン放送の本放送を開始。
- 2010年（平成22年）10月1日 - 島原市北部の難視聴域を解消するため、島原市宇土町にデジタル地上デジタルテレビジョン専用の島原北中継局（0.3W）が設置。
- 2011年（平成23年）7月24日 - 正午をもって地上アナログテレビジョン放送を停波。

## チャンネル・周波数

### デジタルテレビ放送
| リモコン 番号 | 放送局名           | チャンネル 番号 | 空中線 電力 | ERP   | 偏波面   | 放送対象地域 | 放送区域 内世帯数 | 運用開始日    | Gガイド局名表記 （×はマルチ放送の番号） | ワンセグ局名表記    |
| ------------- | ------------------ | --------------- | ----------- | ----- | -------- | ------------ | ----------------- | ------------- | --------------------------------------- | ------------------- |
| 1             | NHK 長崎総合テレビ | 15              | 3W          | 14W   | 水平偏波 | 長崎県       | 17,599世帯        | 2008年 9月1日 | NHK総合×・長崎                          | NHK携帯G・長崎      |
| 2             | NHK 長崎教育テレビ | 13→51           | 3W          | 14W   | 水平偏波 | 全国         | 17,599世帯        | 2008年 9月1日 | NHKEテレ×長崎                           | NHK携帯2            |
| 3             | NBC 長崎放送       | 23              | 3W          | 14.5W | 水平偏波 | 長崎県       | 17,599世帯        | 2008年 9月1日 | NBC長崎放送×                            | NBC長崎放送携帯     |
| 4             | NIB 長崎国際テレビ | 18              | 3W          | 14.5W | 水平偏波 | 長崎県       | 17,599世帯        | 2008年 9月1日 | 長崎国際テレビ×                         | 長崎国際テレビ1セグ |
| 5             | ncc 長崎文化放送   | 45              | 3W          | 14.5W | 水平偏波 | 長崎県       | 17,599世帯        | 2008年 9月1日 | NCC長崎文化放送×                        | NCC長崎文化携帯     |
| 8             | KTN テレビ長崎     | 20              | 3W          | 14.5W | 水平偏波 | 長崎県       | 17,599世帯        | 2008年 9月1日 | テレビ長崎×                             | KTNテレビ長崎携帯   |

- 2011年10月17日から12月16日の間に実施される｢リパック｣により、NHK教育は物理チャンネルが51chへ変更された。

### アナログテレビ放送
| チャンネル 番号 | 放送局名           | 空中線 電力       | ERP               | 偏波面   | 放送対象地域 | 放送区域 内世帯数 | 運用開始日     |
| --------------- | ------------------ | ----------------- | ----------------- | -------- | ------------ | ----------------- | -------------- |
| 32+             | NIB 長崎国際テレビ | 映像30W/ 音声7.5W | 映像145W/ 音声37W | 水平偏波 | 長崎県       | -                 | 1992年 6月5日  |
| 39+             | KTN テレビ長崎     | 映像30W/ 音声7.5W | 映像145W/ 音声37W | 水平偏波 | 長崎県       | -                 | 1970年 4月1日  |
| 51-             | ncc 長崎文化放送   | 映像30W/ 音声7.5W | 映像145W/ 音声37W | 水平偏波 | 長崎県       | -                 | 1990年 3月22日 |
| 56              | NHK 長崎教育テレビ | 映像30W/ 音声7.5W | 映像140W/ 音声35W | 水平偏波 | 全国         | -                 | 1967年 7月29日 |
| 59              | NHK 長崎総合テレビ | 映像30W/ 音声7.5W | 映像140W/ 音声35W | 水平偏波 | 長崎県       | -                 | 1967年 7月29日 |
| 62              | NBC 長崎放送       | 映像30W/ 音声7.5W | 映像145W/ 音声37W | 水平偏波 | 長崎県       | -                 | 1967年 7月29日 |

- 2005年（平成17年）11月21日から2006年（平成18年）1月31日の期間内実施されたアナアナ変換により、nccが31chから51chに、NIBが18chから32chにそれぞれ変更[2]。
- 2011年（平成23年）7月24日正午で通常の放送が終了、同日すべて廃止された。

### FMラジオ放送
| 周波数  | 放送局名         | 空中線 電力 | ERP   | 偏波面   | 放送対象地域 | 放送区域 内世帯数 | 運用開始日      |
| ------- | ---------------- | ----------- | ----- | -------- | ------------ | ----------------- | --------------- |
| 82.7MHz | NHK 長崎FM       | 10W         | 19W   | 水平偏波 | 長崎県       | -                 | 1972年 11月17日 |
| 89.3MHz | FMN エフエム長崎 | 10W         | 16.5W | 水平偏波 | 長崎県       | -                 | 1983年 12月10日 |

### AMラジオ放送
| 周波数  | 放送局名          | 呼出符号 | 空中線 電力 | 放送対象地域 | 放送区域 内世帯数 | 運用開始日      |
| ------- | ----------------- | -------- | ----------- | ------------ | ----------------- | --------------- |
| 1233kHz | NBC 長崎放送      | -        | 100W        | 長崎県       | -                 | 1962年 10月1日  |
| 1584kHz | NHK 長崎ラジオ第1 | (JOBG)   | 100W        | 長崎県       | -                 | 1960年 10月20日 |

- NHKラジオ第2放送の中継局は、置かれておらず、熊本局（873kHz）のエリアとなっている[3]。
- NBC長崎放送は2001年（平成13年）10月28日までの周波数は1098kHzであった。

## 備考

### テレビジョン放送
- 主な受信地域は長崎県島原市・南島原市の各一部。
- 地デジ全局は、2008年（平成20年）8月7日から8月31日まで試験放送、9月1日本放送開始。
- 地上アナログテレビジョン放送は、2011年（平成23年）7月24日に全局放送終了。
- 島原中継局運用再開までは、暫定措置として対岸の熊本市にある金峰山に仮設中継局を設置した。
- 地デジは、島原局よりも対岸の熊本局が先に放送を開始したため、熊本局を視聴していた。

### ラジオ放送
- NBC…1962年（昭和37年）10月1日開局
- 2001年（平成13年）10月29日に、長崎放送局と同一周波数放送となった。
- NHK第1のコールサインは、雲仙普賢岳噴火災害時に臨時災害放送局となった際付与されたものである。
  - 臨時災害放送局廃止とともに無くなったが、第二次世界大戦前は前橋局が使用していた。